# Перегруппировка Лоссена
Перегруппировка Лоссена  — это превращение гидроксамовых кислот или их ацильных производных в изоцианаты при нагревании в присутствии дегидратирующих агентов или без них. В качестве дегидратирующих агентов обычно используют Р2О5, SOCl2, (CH3CO)2O, полифосфорную кислоту и др.
В случае ацильных производных реакцию проводят в присутствии оснований.
Выходы изоцианатов или продуктов их дальнейших превращений (например, аминов в случае гидролиза) 60-80 %.
Наличие электронодонорных заместителей в радикале R ускоряет Лоссена реакцию, присутствие этих же заместителей в R' оказывает противоположное действие. В случае оптически активных соединений стереохимическая конфигурация сохраняется. Особенно легко Лоссена реакции подвергаются О-сульфонилированные и О-фосфорилированные гидроксамовые кислоты. Лоссена реакция по механизму близка к другим анионотропным перегруппировкам (Гофмана, Бекмана, Курциуса, Шмидта); разрыв связи N-О сопровождается синхронной миграцией радикала R. «Амидная модификация» Лоссена реакции — получение аминов (выходы до 80 %) нагреванием гидроксамовых кислот.
Перегруппировка лоссена — препаративный способ синтеза аминов, уретанов, диизоцианатов, мочевин и другие. Лоссена реакцией функционально замещенных гидроксамовых кислот получают, в частности, чувствительные к кислотам полипептиды (например, политриптофан), а также представляющие биохимический интерес гетероциклические системы, содержащие кольцо N-гидроксиурацила. Реакция открыта В. Лоссеном в 1872 году.